# Comisión Internacional para la Conservación del Atún Atlántico
La Comisión Internacional para la Conservación del Atún Atlántico (ICCAT por sus siglas en inglés) es un organismo internacional surgido a partir de la firma y posterior ratificación del Convenio para la Conservación del Atún del Atlántico durante las jornadas de la Conferencia de Plenipotenciarios para la Conservación del Atún del Atlántico, acaecidas en Río de Janeiro del 2 al 14 de mayo de 1966. El organismo tiene su sede en Madrid (España).
La zona de influencia de la Comisión, según el artículo 1 del Convenio, es el océano Atlántico y los mares adyacentes, como el Mediterráneo. Los idiomas oficiales son español, inglés y francés.
Su objetivo principal es investigar las especies de atunes dentro del mar Atlántico y los mares adyacentes, así como evitar el fin de estas especies por fenómenos como la sobrepesca. Los países que originalmente firmaron el tratado fueron Argentina, Brasil, Canadá, Cuba, España, Estados Unidos de América, Francia, Japón, Portugal, Reino Unido de Gran Bretaña e Irlanda del Norte, República Democrática del Congo, República de Corea, República Sudafricana, Unión de las Repúblicas Socialistas Soviéticas, Uruguay  y Venezuela.
Las especies protegidas originalmente por el convenio fueron especies de atunes y scumbriformes, exceptuando a las familias Trichuridae y Gempylidae y el género Scomber. La principal problemática tratada por la ICCAT es la pesca ilegal, no reportada y no regulada (o IUU) por afectar directamente la sostenibilidad de las comunidades de pescados de la zona de influencia. Recientemente se han implementado medidas como la inclusión de rastreadores electrónicos en los distintos atunes, para así lograr un conteo exacto y eficaz de los peces capturados legalmente, pues el sistema anterior de conteo en hojas de papel era dañino y poco eficiente.

## Finanzas
La ICCAT, de acuerdo con lo contenido en el artículo 10 del convenio, aprueba su gasto presupuestal para un periodo bienal que transcurre entre cada reunión de los representantes del Estado ante la misma convención; lo que no hace tampoco que el presupuesto no se pueda reorganizar. La ICCAT se sostiene a partir de los aportes hechos por sus miembros de manera equitativa, con un aporte mínimo por miembro de 1000 $ USD.

## Historia
A lo largo de su historia, la Convención ha tenido dos protocolos: El protocolo de París y el protocolo de Madrid.
Sin embargo, es menester analizar el origen de la Comisión. Esta aparece luego de la reunión de la Conferencia de Plenipotenciarios para la Conservación del Atún del Atlántico, quienes habían sido designados desde la reunión de la FAO para crear, en 1965, un organismo internacional que protegiera la producción pesquera de la región; principalmente de atún. La Convención ha ido aumentando considerablemente el número de países miembros con adiciones como Taiwán o China. A la par, ha mejorado los métodos de monitoreo de la pesca ilegal y de la explotación del Atún a través de sistemas de la más alta tecnología recién registrados, a la par que ha hecho esfuerzos sobre los estados para fortalecer las medidas que estos toman en su Estado para perseguir la pesca ilegal